# Nemzetvédelmi Kereszt
A Nemzetvédelmi Keresztet gróf Teleki Pál alapította vitéz nagybányai Horthy Miklós kormányzó javaslatára 1940. december 11-én.
A Nemzetvédelmi Kereszt alapszabálya kimondta: A Nemzetvédelmi Keresztet Magyarország Főméltóságú Kormányzója a szerzett érdemek méltatására a magyar királyi miniszterelnöknek a minisztertanács hozzájárulásával tett előterjesztésére azoknak adományozza, akik akár a magyarországi
kommunizmus súlyos megpróbáltatásainak idejében, akár a hazánktól elszakított és utóbb a Szent Koronához visszatért területeken az idegen megszállás nehéz évei alatt törhetetlen magyar hittel küzdöttek a hazánkat megcsonkító és a magyar nemzet gyengítésére törekvő erőkkel szemben s a magyarság és Magyarország fennmaradása érdekében életük kockáztatásával önfeláldozó magatartást tanúsítottak.

## A kitüntetés leírása
A Nemzetvédelmi Kereszt 38 mm átmérőjű a középpont felé összefutó szárú kereszt, melyet éremfelületén Magyarország pajzs alakú kis címere ékesít, felette a Szent Koronával. Hátsó oldalán a középpontban pajzs, abban „A Hazáért 1940." felírás.
A kereszt háromszög alakban összehajtott 40 mm széles piros-fehér-zöld színű szalagon a bal mellen viselendő. A szalag 19–19 mm széles piros és zöld szegélysávjai között 2 mm széles fehér sáv.
A Nemzetvédelmi Keresztnek egy fokozata van.
A Nemzetvédelmi Kereszt adományozása díjmentesen történik.
A Nemzetvédelmi Kereszt magánalkalmakkor kisebbített alakban is viselhető volt.
Jelenlegi törvényi szabályozás nem teszi lehetővé viselését. Tiltott kitüntetés.

## Ajánlott irodalom
- Makai Ágnes, Héri Vera. Kereszt, Érem, Csillag – Kitüntetések a magyar történelemben [archivált változat]. Helikon Kiadó (2002). ISBN 9789632087580. Hozzáférés ideje: 2015. május 12. [archiválás ideje: 2010. január 2.]
- Fekete Ferenc, Baum Attila. A Magyar Királyság kitüntetései 1920-1945 [archivált változat]. Hermanos Kiadó (2010). ISBN 978-963-88959-0-5. Hozzáférés ideje: 2015. május 12. [archiválás ideje: 2010. december 8.]